# Sony Ericsson Yari
索尼爱立信Yari（英語：Sony Ericsson Yari）是索尼爱立信2009年发布的一款手机。是索尼爱立信U系列（Unlimit）里的第三款手机。

## 简述
Yari是索爱F305游戏手机的升级。在外形上除了改动了相机摄像头的位置之外基本没有变化，但硬件配置有了较大的提高。
最初的Yari只有黑色和白色两种。后来又增加了粉色的选择。

## 命名
Yari的正式型号名为U100i，显示他的档次较U1(Saito)和U10(Aino)要低。如同之前的Saito和Aino一样，Yari也是以日本的山峰来命名。但因为Yari在菲律宾语中是"肮脏"的意思，因此Yari的菲律宾版被命名为Kita。
Yari的中文官方名称为雅锐。

## 规格

### 基本规格
- 大小：100 x 48 x 15.5 毫米
- 重量：115 克
- 屏幕：2.4寸 240x320像素 26万色(TFT)
- 外型：滑盖手机
- 电池：1000mAh锂离子电池BST-43
- 颜色：极致黑、玫瑰金、红莓白

### 系统
- 网络：GSM/WCDMA
- 操作系统：专用系统

### 其他
- 相机：主相机500万像素。前置相机10万像素(只可用于视频通话)
- LED闪光灯
- 相机功能：自动对焦、面部对焦、微距拍摄、自动相框
- 存储器：机身内存60MB，可扩充到4G

### 网络功能
- 蓝牙、USB、红外
- 互联网：HSDPA、EDGE、GPRS、WCDMA
- MMS
- AGPS全球定位系統